# The Voice of Poland
The Voice of Poland is de Poolse versie van het Nederlandse televisieprogramma The voice of Holland. Het programma begon op 3 september 2011 op de Poolse zender TVP2.

## Coaches en presentatie
De coaches in het eerste seizoen zijn Kayah, Nergal, Ania en Piasek. De presentatie is in handen van Hubert Urbański, die tijdens de liveshows wordt bijgestaan door Magdalena Mielcarz en Mateusz Szymkowiak.

### Coaches
| Coaches             | Seizoen | Seizoen | Seizoen | Seizoen | Seizoen | Seizoen | Seizoen | Seizoen | Seizoen | Seizoen | Seizoen | Seizoen | Seizoen | Seizoen |
| Coaches             | S1      | S2      | S3      | S4      | S5      | S6      | S7      | S8      | S9      | S10     | S11     | S12     | S13     | S14     |
| ------------------- | ------- | ------- | ------- | ------- | ------- | ------- | ------- | ------- | ------- | ------- | ------- | ------- | ------- | ------- |
| Andrzej Piaseczny   |         |         |         |         |         |         |         |         |         |         |         |         |         |         |
| Kayah               |         |         |         |         |         |         |         |         |         |         |         |         |         |         |
| Adam Darski         |         |         |         |         |         |         |         |         |         |         |         |         |         |         |
| Ania Dąbrowska      |         |         |         |         |         |         |         |         |         |         |         |         |         |         |
| Patrycja Markowska  |         |         |         |         |         |         |         |         |         |         |         |         |         |         |
| Justyna Steczkowska |         |         |         |         |         |         |         |         |         |         |         |         |         |         |
| Marek Piekarczyk    |         |         |         |         |         |         |         |         |         |         |         |         |         |         |
| Tomson i Baron      |         |         |         |         |         |         |         |         |         |         |         |         |         |         |
| Edyta Górniak       |         |         |         |         |         |         |         |         |         |         |         |         |         |         |
| Maria Sadowska      |         |         |         |         |         |         |         |         |         |         |         |         |         |         |
| Natalia Kukulska    |         |         |         |         |         |         |         |         |         |         |         |         |         |         |
| Michał Szpak        |         |         |         |         |         |         |         |         |         |         |         |         |         |         |
| Grzegorz Hyży       |         |         |         |         |         |         |         |         |         |         |         |         |         |         |
| Piotr Cugowski      |         |         |         |         |         |         |         |         |         |         |         |         |         |         |
| Kamil Bednarek      |         |         |         |         |         |         |         |         |         |         |         |         |         |         |
| Margaret            |         |         |         |         |         |         |         |         |         |         |         |         |         |         |
| Urszula Dudziak     |         |         |         |         |         |         |         |         |         |         |         |         |         |         |
| Sylwia Grzeszczak   |         |         |         |         |         |         |         |         |         |         |         |         |         |         |
| Lanberry            |         |         |         |         |         |         |         |         |         |         |         |         |         |         |

### Presentatoren
| Presente                     | Seizoen | Seizoen | Seizoen | Seizoen | Seizoen | Seizoen | Seizoen | Seizoen | Seizoen | Seizoen | Seizoen | Seizoen | Seizoen | Seizoen |
| Presente                     | 1       | 2       | 3       | 4       | 5       | 6       | 7       | 8       | 9       | 10      | 11      | 12      | 13      | 14      |
| ---------------------------- | ------- | ------- | ------- | ------- | ------- | ------- | ------- | ------- | ------- | ------- | ------- | ------- | ------- | ------- |
| Hubert Urbański              | ●       |         |         |         |         |         |         |         |         |         |         |         |         |         |
| Magdalena Mielcarz           | ●       |         |         |         | ●       |         |         |         |         |         |         |         |         |         |
| Mateusz Szymkowiak           | ●       |         |         |         |         |         |         |         |         |         |         |         |         |         |
| Iga Kreft                    |         | ●       |         |         |         |         |         |         |         |         |         |         |         |         |
| Marika                       |         | ●       | ●       | ●       |         |         |         |         |         |         |         |         |         |         |
| Tomasz Kammel                |         | ●       | ●       | ●       | ●       | ●       | ●       | ●       | ●       | ●       | ●       | ●       | ●       | ●       |
| Maciej Musiał                |         | ●       | ●       | ●       | ●       | ●       | ●       | ●       | ●       | ●       | ●       |         |         |         |
| Halina Mlynkova              |         |         |         |         |         | ●       |         |         |         |         |         |         |         |         |
| Barbara Kurdej-Szatan        |         |         |         |         |         |         | ●       | ●       | ●       |         |         |         |         |         |
| Marcelina Zawadzka           |         |         |         |         |         |         |         | ●       |         | ●       |         |         |         |         |
| Krzysztof „Jankes” Jankowski |         |         |         |         |         |         |         | ●       | ●       |         |         |         |         |         |
| Wiktoria Gąsiewska           |         |         |         |         |         |         |         |         |         | ●       |         |         |         |         |
| Ewa Zawada                   |         |         |         |         |         |         |         |         |         |         | ●       |         |         |         |
| Adam Zdrójkowski             |         |         |         |         |         |         |         |         |         | ●       | ●       |         |         |         |
| Małgorzata Tomaszewska       |         |         |         |         |         |         |         |         |         |         | ●       | ●       | ●       |         |
| Michał Szczygieł             |         |         |         |         |         |         |         |         |         |         |         | ●       |         |         |
| Aleksander Sikora            |         |         |         |         |         |         |         |         |         |         |         | ●       | ●       |         |

## Seizoenen

### Seizoen 1
Seizoen 1 werd uitgezonden in het najaar van 2011. De coaches waren Andrzej Piaseczny, Kayah, Adam Darski (artiestennaam Nergal) en Anna Dąbrowska. De winnaar was Damian Ukeje uit het team van Adam Darski. Antoni Smykiewicz werd tweede, Piotr Niesłuchowski derde en Mateusz Krautwurst vierde.
Elke coach nam vijf kandidaten mee naar de liveshows.
| Team Andrzej       | Team Kayah         | Team Nergal        | Team Anna           |
| Antoni Smykiewicz  | Mateusz Krautwurst | Damian Ukeje       | Piotr Niesłuchowski |
| Rafał Brzozowski   | Filip Moniuszko    | Monika Urlik       | Aleksandra Galewska |
| Katarzyna Lisowska | Edyta Strzycka     | Ewelina Kordy      | Karolina Charko     |
| Ian Rooth          | Kaja Domińska      | Ares Chadzinikolau | Ewa Szlachcic       |
| Ewa Kłosowicz      | Maciej Moszyński   | Filip Sałapa       | Katarzyna Klimczyk  |

Rafał Brzozowski vertegenwoordigde Polen op het Eurovisiesongfestival 2021.

### Seizoen 2
Seizoen 2 werd uitgezonden in het voorjaar van 2013. Opvallend was dat geen enkele coach van het eerste seizoen terugkeerde in het tweede seizoen. De coaches waren Justyna Steczkowska, Marek Piekarczyk, Patrycja Markowska en het duo Tomson & Baron (Tomasz Lach en Aleksander Milwiw-Baron) van de Poolse band Afromental. In dit seizoen werden tijdens The Battles de Steals geïntroduceerd. De uiteindelijke winnares was Natalia Sikora uit het team van Marek Piekarczyk. Dorota Osińska werd tweede, Michał Sobierajski derde en Natalia Nykiel vierde.
Mateusz Grędziński deed in 2016 opnieuw mee aan The Voice of Poland en hij werd uiteindelijk de winnaar van het zevende seizoen.
Elke coach nam vijf kandidaten mee naar de liveshows.
| Team Justyna         | Team Tomson & Baron | Team Patrycja       | Team Marek            |
| Michał Sobierajski   | Dorota Osińska      | Natalia Nykiel      | Natalia Sikora        |
| Monika Szczot        | Katarzyna Dereń     | Żaneta Lubera       | Juliusz Kamil         |
| Beata Dobosz         | Michał Jabłoński    | Justyna Panfilewicz | Wojciech Gruszczyński |
| Michalina Brudnowska | Anna Ozner          | Jurand Wójcik       | Basia Janyga          |
| Bartek Kawałek       | Mateusz Grędziński  | Jan Traczyk         | Magdalena Bałdych     |

### Seizoen 3
Seizoen 3 werd uitgezonden in het najaar van 2013. Tomson & Baron en Marek Piekarczyk waren opnieuw te zien als coaches. Justyna Steczkowska en Patrycja Markowska werden vervangen door Edyta Górniak en Maria Sadowska. Deze editie werd gewonnen door Mateusz Ziółko uit het team van Maria Sadowska. Ernest Staniaszek werd tweede, Arkadiusz Kłusowski derde en Jagoda Kret vierde.
Elke coach nam vier kandidaten mee naar de liveshows.
| Team Edyta      | Team Tomson & Baron | Team Maria       | Team Marek        |
| Jagoda Kret     | Arkadiusz Kłusowski | Mateusz Ziółko   | Ernest Staniaszek |
| Olga Jankowska  | Michał Grobelny     | Katarzyna Stanek | Marzena Ugorna    |
| Maia Lasota     | Natalia Krakowiak   | Joanna Smajdor   | Nella Marczewski  |
| Maria Rodriguez | Michał Malicki      | Oksana Predko    | Magdalena Meisel  |

### Seizoen 4
Seizoen 4 werd uitgezonden in het voorjaar van 2014. Tomson & Baron, Marek Piekarczyk en Maria Sadowska bleven als coach. Justyna Steczkowska keerde terug en verving Edyta Górniak. De winnaar was Juan Carlos Cano, opnieuw een deelnemer uit het team van Maria Sadowska. Katarzyna Sawczuk werd tweede, Maja Gawłowska derde en Aleksandra Węglewicz vierde.
In dit seizoen nam elke coach vier kandidaten mee naar de liveshows.
| Team Marek           | Team Justyna      | Team Tomson & Baron | Team Maria       |
| Aleksandra Węglewicz | Katarzyna Sawczuk | Maja Gawłowska      | Juan Carlos Cano |
| Michał Karpacki      | Artur Kryvych     | Kamil Bijoś         | Monika Pilarczyk |
| Dominika Kobiałka    | Michał Rudaś      | Paulina Romaniuk    | Marta Dryll      |
| Justyna Kunysz       | Michał Szyc       | Wojciech Baranowski | Sandra Mika      |

### Seizoen 5
Seizoen 5 werd uitgezonden in het najaar van 2014. In dit seizoen werden de Crossbattles geïntroduceerd. Tomson & Baron, Justyna Steczkowska en Marek Piekarczyk keerden terug als coaches. Maria Sadowska werd vervangen door Edyta Górniak. Dit seizoen werd gewonnen door Aleksandra Nizio, een kandidate uit het team van Justyna Steczkowska. Przemysław Radziszewski werd tweede, Gracjan Kalandyk derde en Magdalena Paradziej vierde.
Marta 'Sarsa' Markiewicz moest vanwege gezondheidsredenen afzeggen voor de halve finale.. Justyna Janik mocht daardoor meedoen aan de halve finale, maar zij wist zich uiteindelijk niet voor de finale te plaatsen.
In dit seizoen nam elke coach vier kandidaten mee naar de liveshows.
| Team Tomson & Baron      | Team Edyta              | Team Justyna         | Team Marek          |
| Natalia Lubrano          | Przemysław Radziszewski | Aleksandra Nizio     | Magdalena Paradziej |
| Justyna Janik            | Iga Kozacka             | Gracjan Kalandyk     | Żaneta Łabudzka     |
| Marta 'Sarsa' Markiewicz | Jerzy Grzechnik         | Agnieszka Twardowska | Tomasz Fridrych     |
| Natalia Podwin           | Sandra Rusin            | Karol Dziedzic       | Łukasz Szemraj      |

### Seizoen 6
Seizoen 6 werd uitgezonden in het najaar van 2015. Tomson & Baron en Edyta Górniak bleven als coaches, Justyna Steczkowska en Marek Piekarczyk werden vervangen door Maria Sadowska en Andrzej Piaseczny. Het seizoen werd gewonnen door Krzysztof Iwaneczko uit het team van Maria Sadowska. Tobiasz Staniszewski werd tweede, Ana Andrzejewska derde en William Prestigiacomo vierde.
In dit seizoen nam elke coach vijf kandidaten mee naar de liveshows.
| Team Tomson & Baron   | Team Maria          | Team Edyta            | Team Andrzej          |
| Tobiasz Staniszewski  | Krzysztof Iwaneczko | Ana Andrzejewska      | William Prestigiacomo |
| Julia & Jędrzej Skiba | Katarzyna Malenda   | Julia Bogdańska       | Maciej Grenda         |
| Anna Kłys             | Patryk Skoczyński   | Katarzyna Miśkowiec   | Piotr Tłustochowicz   |
| Marta Moszczyńska     | Sabina Nycek        | Daniel Cebula-Orynicz | Krzysztof Bobecki     |
| Patryk Glinka         | Asteya Dec          | Marcin Czyżewski      | Karolina Leszko       |

William Prestigiacomo deed in 2016 mee aan The Voice of Italy. Hij haalde de liveshows net niet; hij werd uitgeschakeld tijdens de Knock-outs.
Jędrzej Skiba doet als solist mee aan het elfde seizoen van The Voice of Poland (2020).

### Seizoen 7
Seizoen 7 werd uitgezonden in het najaar van 2016. In dit seizoen werden in de Battles de zogenaamde Non-Stop Steals geïntroduceerd. De coaches waren Andrzej Piaseczny, Maria Sadowska, Tomson & Baron en Natalia Kukulska. Laatstgenoemde verving Edyta Górniak. De winnaar was Mateusz Grędziński uit het team van Andrzej Piaseczny. Opmerkelijk is dat Grędziński al eerder meedeed aan de show. In het tweede seizoen kwam hij tot de liveshows in het team van Tomson & Baron. Weronika Curyło, Anna Karwan en Katarzyna Góras haalden respectievelijk de tweede, derde en vierde plaats.
Elke coach nam vier kandidaten mee naar de liveshows.
| Team Tomson & Baron  | Team Natalia      | Team Andrzej       | Team Maria       |
| Weronika Curyło      | Anna Karwan       | Mateusz Grędziński | Katarzyna Góras  |
| Marcelina Mróz       | Damian Rybicki    | Sami Harb          | Mateusz Guzowski |
| Tomasz Trzeszczyński | Patryk Wasilewski | Łukasz Bąkowski    | Ewelina Przybyła |
| Filip Lato           | Olga Barej        | Ania Waszkiewicz   | Aga Damrych      |

### Seizoen 8
Seizoen 8 werd uitgezonden in het najaar van 2017. Tomson & Baron, Maria Sadowska en Andrzej Piaseczny bleven als coach, Natalia Kukulska werd vervangen door Michał Szpak. Het seizoen werd gewonnen door Marta Gałuszewska uit het team van Michał Szpak. Łukasz Łyczkowski werd tweede, Michał Szczygieł derde en Maja Kapłon vierde.
Elke coach mocht vier kandidaten meenemen naar de liveshows.
| Team Andrzej          | Team Maria               | Team Michał         | Team Tomson & Baron |
| Michał Szczygieł      | Maja Kapłon              | Marta Gałuwszewska  | Łukasz Łyczkowski   |
| Artur Wołk-Lewanowicz | Magdalena „Meg” Krzemień | Aga Dębowska        | Sabina Mustaeva     |
| Martyna Pawłowska     | Asia „Azzja” Mądry       | Jacek Wolny         | Jelena Matula       |
| Dave Adamashvili      | Brian Fentress           | Magdalena Dąbkowska | Magdalena Janicka   |

### Seizoen 9
Seizoen 9 werd uitgezonden van 1 september 2018 tot en met 1 december 2018. Michał Szpak bleef als coach. De andere coaches waren Patrycja Markowska, Grzegorz Hyży en Piotr Cugowski. Markowska was ook al coach in het tweede seizoen. De winnaar was Marcin Sójka uit het team van Patrycja Markowska. Natalia Zastępa werd tweede, Anna Deko derde en Maksymilian Kwapień vierde. Na de finale maakte Markowska bekend dat zij in het tiende seizoen geen coach meer zal zijn.
Elke coach mocht vier kandidaten meenemen naar de liveshows.
| Team Grzegorz           | Team Patrycja        | Team Michał        | Team Piotr              |
| Anna Deko               | Marcin Sójka         | Natalia Zastępa    | Maksymilian Kwapień     |
| Aleksandra Tocka        | Gosia Pauka          | Izabela Szafrańska | Diana Ciecierska        |
| Natalia Capelik-Muianga | Maksymilian Łapiński | Natalia Smagacka   | Mario Szaban            |
| Nicole Kulesza          | Dawid Dubajka        | Wioleta Markowska  | Aleksandra Smerechańska |

### Seizoen 10
Seizoen 10 werd uitgezonden van 7 september 2019 tot en met 30 november 2019. Van het negende seizoen was alleen Michał Szpak opnieuw te zien als coach. Tomson & Baron kwamen terug na een seizoen afwezigheid. Kamil Bednarek en Margaret waren dit jaar voor het eerst te zien als coach.
Alicja Szemplińska uit het team van Tomson & Baron heeft deze editie gewonnen. Daria Reczek, Tadeusz Seibert en Damian Kulej werden respectievelijk tweede, derde en vierde.
Op 23 februari 2020 werd bekendgemaakt dat winnares Alicja Szemplińska Polen mocht vertegenwoordigen tijdens het Eurovisiesongfestival van 2020, dat zou worden gehouden in Rotterdam. Het festival werd echter afgelast vanwege de coronapandemie.
Elke coach mocht vier kandidaten meenemen naar de liveshows.
| Team Michał     | Team Tomson & Baron | Team Margaret       | Team Kamil    |
| Daria Reczek    | Alicja Szemplińska  | Tadeusz Seibert     | Damian Kulej  |
| Jakub Dąbrowski | Bartek Deryło       | Stanisław Ślęzak    | Kasjan Cieśla |
| Piotr Szewczyk  | Patryk Żywczyk      | Sonia Michalczuk    | Julia Olędzka |
| Magdalena Ollar | Adrian Burek        | Sonia Hornatkiewicz | Ada Nasiadka  |

### Seizoen 11
Seizoen 11 werd uitgezonden van 12 september tot en met 5 december 2020. Tomson & Baron en Michał Szpak bleven als coaches. Edyta Górniak, die voor het laatst coach was in 2015, keert deze editie terug in een van de jurystoelen. De vierde coach is jazzzangeres Urszula Dudziak.
In dit seizoen werd de 'Block' geïntroduceerd. Elke coach mocht tijdens de audities twee keer een andere coach 'blokkeren', waardoor de kandidaat niet voor de geblokkeerde coach kan kiezen. Een coach kan dit middel inzetten om de kans dat een kandidaat hem/haar kiest te vergroten.
Krystian Ochman uit het team van Michał Szpak won deze editie. Op de tweede, derde en vierde plaats eindigden respectievelijk Adam Kalinowski, Anna Gąsienica-Byrcyn en Jedrzęj Skiba.
Elke coach mocht vier kandidaten meenemen naar de liveshows.
| Team Edyta            | Team Michał         | Team Urszula       | Team Tomson & Baron |
| Anna Gąsienica-Byrcyn | Krystian Ochman     | Jędrzej Skiba      | Adam Kalinowski     |
| Anna Nadkierniczna    | Mikołaj Macioszczyk | Martyna Żygadło    | Natalia Szczypuła   |
| Ignacy Blażejowski    | Mateusz Psonak      | Anna Malek         | Bartosz Utracki     |
| Marta Bielawska       | Wojciech Lechończak | Sylwia Wysocka     | Michał Bober        |
|                       |                     | Michał Matuszewski |                     |

Winnaar Krystian Ochman vertegenwoordigde Polen op het Eurovisiesongfestival 2022 in Turijn, Italië met het nummer River. Hij trad aan in de tweede halve finale op 12 mei. Hij behaalde de finale, die twee dagen later gehouden werd. Daarin behaalde hij de twaalfde plek.
Michał Matuszewski werd weliswaar geselecteerd voor de liveshows, maar hij moest het programma voor de eerste liveshow verlaten vanwege een besmetting met het coronavirus. Hij werd vervangen door Marta Żygadło, die eerder tijdens de Knock-outs ('Nokaut') het programma moest verlaten. 
Jędrzej Skiba deed ook mee in seizoen 6 (2015) als onderdeel van het duo Julia & Jędrzej Skiba. Zij kwamen tot de halve finale.
Mikołaj Macioszczyk deed ook mee in seizoen 10 (2019). Hij werd uitgeschakeld in de Knock-outs ('Nokaut'), de ronde vlak voor de liveshows.

### Seizoen 12
Het twaalfde seizoen werd uitgezonden vanaf 11 september 2021. Tomson & Baron zijn de enige coaches van de vorige editie die dit jaar terugkeren. Justyna Steczkowska en Marek Piekarczyk nemen na zeven jaar afwezigheid opnieuw plaats in de rode coachstoelen. Zangeres en pianiste Sylwia Grzeszczak is dit jaar voor het eerst coach. 
Elke coach nam vier talenten mee naar de liveshows. Het seizoen werd gewonnen door Marta Burdynowicz uit het team van Justyna Steczkowska. Bartosz Madej, Rafał Kozik en Wiktor Dyduła eindigden respectievelijk op de tweede, derde en vierde plaats.
| Team Sylwia   | Team Tomson & Baron | Team Justyna            | Team Marek             |
| Rafał Kozik   | Wiktor Dyduła       | Marta Burdynowicz       | Bartosz Madej          |
| Julia Stolpe  | Paulina Gołębiowska | Monika Wiśniowska-Basel | Karolina Robinson      |
| Igor Kowalski | Wiktor Kowalski     | Adrianna & Paulina      | Anna Hnatowicz-Cholewa |
| Daniel Hawes  | Elżbieta Łoboda     | Daniel Jodłowski        | Karolina Piątek        |

### Seizoen 13
Het dertiende seizoen werd uitgezonden van 3 september 2022 tot en met 19 november 2022. Tomson & Baron, Justyna Steczkowska en Marek Piekarczyk waren dit jaar opnieuw coach. Singer-songwriter Małgorzata Uściłowska, artiestennaam Lanberry, was dit jaar voor het eerst coach. Zij was zelf kandidate in seizoen 3 van The Voice of Poland, maar ze kwam toen niet door de auditierondes.
Het seizoen werd gewonnen door Dominik Dudek uit het team van Tomson & Baron. Łukasz Drapała, Konrad Baum en Ewelina Gancewska eindigden respectievelijk op de tweede, derde en vierde plaats.
Elke coach nam vier talenten mee naar de liveshows.
| Team Tomson & Baron       | Team Justyna      | Team Lanberry      | Team Marek             |
| Dominik Dudek             | Ewelina Gancewska | Łukasz Drapała     | Konrad Baum            |
| Tetiana 'Aelin' Diachenko | Julianna Olańska  | Norbert Wronka     | Bogdan Świerczek       |
| Evgen Peltek              | Zofia Kurowska    | Anna Buczkowska    | Nobesuthu Lisa Khumalo |
| Martin Rybczyński         | Sandra Reizer     | Daria Waleriańczyk | Julia Szarlińska       |

### Seizoen 14
Het veertiende seizoen werd uitgezonden van 2 september 2023 tot en met 25 november 2023. Alle coaches van het voorgaande seizoen keerden terug. Het was voor het eerst sinds de start van het programma dat er geen wijzigingen waren in het coachpanel.
Het seizoen werd gewonnen door Jan Górka uit het team van Lanberry. Antoni Zimnal, Becky Sangolo en Maja Walentynowicz eindigden respectievelijk op de tweede, derde en vierde plaats.
Elke coach nam vier talenten mee naar de liveshows.
| Team Tomson & Baron | Team Justyna        | Team Lanberry    | Team Marek          |
| Becky Sangolo       | Maja Walentynowicz  | Jan Górka        | Antoni Zimnal       |
| Paweł Kozicz        | Bartosz Michniewicz | Daniel Borzewski | Michał Sołtan       |
| Łukasz Samburski    | Max Miszczyk        | Damazy Wachuła   | Nicole Muller       |
| Monika Kluszczyńska | Oliwia Skrzypczyk   | Martyna Lasiecka | Dominika Krassowska |

### Seizoen 15
Het veertiende seizoen werd uitgezonden van 7 september 2024  tot en met 25 november 2024. Alle coaches van het voorgaande seizoen keerden terug. Het was voor het eerst sinds de start van het programma dat er geen wijzigingen waren in het coachpanel.
| style="width:13%;" scope="col" bgcolor="lightgrey"| Team Tomson & Baron
| style="width:13%;" scope="col" bgcolor="lightgrey"| Team Lanberry